# António Lobo Antunes
António Lobo Antunes (n. 1 septembrie 1942, Lisabona) este un romancier portughez contemporan.
Urmând tradiția familiei a urmat studii de medic psihiatru, deși încă din copilărie a dorit să fie scriitor. În timpul războiului colonial a fost locotenent, chirurg și psihiatru în Angola din 1970 până în 1973; experiența traumatizantă de atunci va reveni adesea în proza sa.
În prezent se dedică aproape exclusiv profesiei de scriitor, publicând câte un volum în fiecare an. S-a lansat după revoluția din 1974 cu Memória de Elefante (Memorie de elefant) (1979). 
Romanele sale sunt deosebit de apreciate în toată lumea și fac subiectul a numeroase colocvii și teze de doctorat. O parte dintre ele au apărut în traducere românească la editura Humanitas.

## Traduceri în limba română
- Memorie de elefant (1979)
- Sărutul lui Iuda (1979)
- Cunoașterea infernului (1980)
- Explicația păsărilor (1981)
- Fado alexandrin (1983)
- Farsa damnaților (1985)
- Întoarcerea caravelelor (1988)
- Tratat despre pasiunile sufletului (1990)
- Ordinea naturală a lucrurilor (1992)
- Moartea lui Carlos Gardel (1994)
- Manualul inchizitorilor (1996)
- Splendoarea Portugaliei (1997)
- Cuvânt către crocodili (1999)
- Nu intra atât de grabit în noaptea întunecată (2000)
- Ce voi face când totul va arde (2001)
- A doua carte de cronici (2002)
- Bună seara lucrurilor de aici (2003)
- Trebuie să iubesc o piatră (2004)
- Pe râurile ce duc... (2018)